# Henrik Christian Vogt
Henrik Christian Vogt, född 5 juni 1848 i Neapel, död 17 mars 1928, var en dansk ingenjör. 
Vogt, som främst ägnade sig åt aerodynamik och marinteknik, skrev en rad vetenskapliga arbeten i utländska och danska facktidskrifter om resultaten av sina arbeten på dessa och närliggande områden. Av hans konstruktioner kan särskilt nämnas hans pendelpropeller och luftpropeller samt vågbrytarkonstruktioner bestående av nedsänkta betongfyllda gamla stålfartyg.